# Карачевське сільське поселення
Кара́чевське сільське поселення (рос. Карачевское сельское поселение) — муніципальне утворення у складі Козловського району Чувашії, Росія. Адміністративний центр — присілок Ілебари.
Станом на 2002 рік присілок Осинкино перебував у складі Солдибаєвської сільської ради, присілок Бігільдіно — у складі Карамишевської сільської ради.

## Населення
Населення — 725 осіб (2019, 812 у 2010, 1017 у 2002).

## Склад
До складу поселення входять такі населені пункти:
| Населений пункт         | Населення, осіб (2002) | Населення, осіб (2010) |
| ----------------------- | ---------------------- | ---------------------- |
| Баланово, присілок      | 87                     | 71                     |
| Бігільдіно, присілок    | 81                     | 46                     |
| Ілебари, присілок       | 232                    | 226                    |
| Карачево, село          | 143                    | 93                     |
| Мале Бішево, присілок   | 95                     | 79                     |
| Мале Карачево, присілок | 59                     | 57                     |
| Осинкино, присілок      | 152                    | 113                    |
| Толбаєво, присілок      | 17                     | 7                      |
| Ягунькіно, присілок     | 151                    | 120                    |